# 伍茲貝 (蒙大拿州)
伍茲貝（英語：Woods Bay）是位於美國蒙大拿州萊克縣的普查規定居民點。

## 人口
根據2020年美國人口普查的數據，伍茲貝的面積為3.56平方千米，當中陸地面積為3.52平方千米，而水域面積為0.04平方千米。當地共有人口676人，而人口密度為每平方千米189.89人。